# Martin Sturmer
Martin Sturmer (* 29. Juni 1971 in Braunau am Inn, Österreich) ist ein österreichischer Afrikanist, PR-Berater und Universitätslektor.

## Leben
Martin Sturmer studierte Afrikanistik und Publizistik- und Kommunikationswissenschaft an der Universität Wien und an der University of Dar es Salaam.  1998 wurde er mit seiner Dissertation „The Media History of Tanzania“ promoviert.
Seit dem Jahr 2000 ist Sturmer als Kommunikationsberater tätig. Zu seinen Arbeitsschwerpunkten zählen u. a. Strategien für Öffentlichkeitsarbeit und Marketing, Thought Leadership, Personal Branding, Corporate Influencer und Corporate Newsrooms.
2007 gründete Sturmer die Nachrichtenagentur afrika.info, mit der er sich für eine differenzierte mediale Berichterstattung über Afrika einsetzt. 2011 wurde afrika.info für den Dr.-Karl-Renner-Publizistikpreis in der Kategorie "Online" nominiert.
Seit dem Jahr 2003 ist Sturmer Lehrbeauftragter im Fachbereich Kommunikationswissenschaft an der Universität Salzburg, seit 2015 unterrichtet er im Studiengang MultiMediaArt der Fachhochschule Salzburg.

## Publikationen

### Bücher
- Sprachpolitik und Pressegeschichte in Tansania. Afro-Pub, Wien 1995, ISBN 3-85043-069-3.
- The Media History of Tanzania. Ndanda Mission Press, Ndanda 1998, ISBN 9976-63-592-3.
- Poseidons Erben. Salzburg-Krimi. Edition Innsalz, Aspach 2005, ISBN 978-3-900050-60-3.
- Die Online-Redaktion. Praxisbuch für den Internetjournalismus (mit Thomas Holzinger). Springer, Heidelberg 2010, ISBN 978-3-642-00719-4.
- Im Netz der Nachricht. Die Newsroom-Strategie als PR-Roman (mit Thomas Holzinger). Springer, Heidelberg 2012, ISBN 978-3-642-22488-1.
- Afrika! Plädoyer für eine differenzierte Berichterstattung. UVK, Konstanz 2013, ISBN 978-3-86764-323-8.
- Profilierung. Mit intelligentem Marketing zum gefragten Experten. Springer Gabler, Wiesbaden 2018, ISBN 978-3-658-20760-1.
- Corporate Influencer. Mitarbeiter als Markenbotschafter. Springer Gabler, Wiesbaden 2020, ISBN 978-3-658-27869-4.
- Ubuntu - Mandela für Führungskräfte. Anregungen für Selbstmanagement, Teamarbeit und Konfliktlösung (mit Daniela Molzbichler). Springer Gabler, Wiesbaden 2022, ISBN 978-3-658-37120-3.

### Fachbeiträge (Auswahl)
- Nicht nur die Hunger-Nummer. Wege zu einer medienethisch ausgewogenen Berichterstattung am Beispiel Afrika. In: Journalisten Werkstatt Medienethik, 1. Oktober 2011
- Afrika über Afrika. In: Message – Internationale Zeitschrift für Journalismus, 02/2013
- Von Lumumba bis Ebola. Standarderzählungen in der österreichischen Afrika-Berichterstattung (1960–2015). In: Medien & Zeit, 02/2016
- Mediengesetzung in Tansania in Geschichte und Gegenwart. In: Stichproben, 33/2017 (online)
- Viel Abgrund, wenig Zuversicht. Die Corona-Pandemie in Afrika im Spiegel der Medien. In: Indaba, 107/2020 (online)